# Lill-Bodträsket
Lill-Bodträsket är en sjö i Luleå kommun i Norrbotten och ingår i Alån-Rosåns kustområde. Sjön har en area på 0,11 kvadratkilometer och ligger 12,9 meter över havet.

## Delavrinningsområde
Lill-Bodträsket ingår i det delavrinningsområde (727518-178289) som SMHI kallar för Mynnar i havet. Medelhöjden är 31 meter över havet och ytan är 10,17 kvadratkilometer. Det finns inga avrinningsområden uppströms utan avrinningsområdet är högsta punkten. Avrinningsområdets utflöde mynnar i havet. Avrinningsområdet består mestadels av skog (82 procent). Avrinningsområdet har 0,37 kvadratkilometer vattenytor vilket ger det en sjöprocent på 3,7 procent.